# Филинручей
Филинручей — река в России, протекает по территории Пяльмского сельского поселения Пудожского района Республики Карелии. Длина реки — 14 км.

## Общие сведения
Река берёт начало из болота без названия и далее течёт преимущественно в юго-западном направлении по заболоченной местности.
Устье реки находится в 12 км по левому берегу реки Оксы на высоте ниже 121 м над уровнем моря. Окса впадает в реку Пяльму, которая, в свою очередь, впадает в Онежское озеро.
Населённые пункты на реке отсутствуют.
Код объекта в государственном водном реестре — 01040100612202000016017.